# Carlinit
Carlinit ist ein sehr selten vorkommendes Mineral aus der Mineralklasse der „Sulfide und Sulfosalze“ mit der chemischen Zusammensetzung Tl2S und damit chemisch gesehen Thallium(I)-sulfid.
Carlinit kristallisiert im trigonalen Kristallsystem, konnte bisher jedoch nur in Form von unregelmäßigen Körnern bis etwa 0,5 mm Größe gefunden werden. Einige Körner zeigten schwach entwickelte rhomboedrische und tafelige Kristallformen. Das Mineral ist in jeder Form undurchsichtig (opak) und zeigt auf den Oberflächen der dunkelgrauen Körner einen metallischen Glanz. Die Strichfarbe von Carlinit ist ebenfalls dunkelgrau bis schwarz.
Mit einer Mohshärte von etwa 1 markiert Carlinit wie das Referenzmineral Talk das untere Ende der von 1 bis 10 reichenden Härteskala.

## Etymologie und Geschichte
Als synthetische Verbindung konnte das Thalliumsulfid Tl2S bereits 1939 von J. A. A. Ketelaar und E. W. Gorter dargestellt und dessen Kristallstruktur bestimmt werden. Ketelaar und Gorter bezeichneten die Verbindung in ihrer Publikation auch als Тhallosulfid und Thaliosulfid.
Als natürliche Mineralbildung wurde Carlinit erstmals in der Carlin-Goldmine bei Elko im Bergbaurevier Lynn im Eureka County des US-Bundesstaates Nevada. Die Analyse und Erstbeschreibung erfolgte durch Arthur S. Radke und Frank W. Dickson, die das Mineral nach dessen Typlokalität benannten.
Radke und Dickson sandten ihre Untersuchungsergebnisse und den gewählten Namen 1974 zur Prüfung an die International Mineralogical Association (interne Eingangsnummer der IMA: 1974-062), die den Carlinit als eigenständige Mineralart anerkannte. Die Erstbeschreibung wurde ein Jahr später im Fachmagazin American Mineralogist veröffentlicht.
Das Typmaterial wird im National Museum of Natural History (NMNH) in Washington, D.C. unter der Inventarnummer 132497 aufbewahrt.

## Klassifikation
In der veralteten 8. Auflage der Mineralsystematik nach Strunz war der Carlinit noch nicht aufgeführt.
In der zuletzt 2018 überarbeiteten Lapis-Systematik nach Stefan Weiß, die formal auf der alten Systematik von Karl Hugo Strunz in der 8. Auflage basiert, erhielt das Mineral die System- und Mineralnummer II/B.11-010. Dies entspricht der Klasse der „Sulfide und Sulfosalze“ und dort der Abteilung „Sulfide, Selenide und Telluride mit dem Stoffmengenverhältnis Metall : S,Se,Te > 1 : 1“, wo Carlinit als einziges Mineral eine unbenannte Gruppe mit der Systemnummer II/B.11 bildet.
Die von der IMA zuletzt 2009 aktualisierte 9. Auflage der Strunz’schen Mineralsystematik ordnet den Carlinit ebenfalls in die Abteilung „Metallsulfide, M : S > 1 : 1 (hauptsächlich 2 : 1)“ ein. Diese ist allerdings weiter unterteilt nach den in der Verbindung vorherrschenden Metallen. Das Mineral ist hier entsprechend seiner Zusammensetzung in der Unterabteilung „mit Quecksilber (Hg), Thallium (Tl)“ zu finden, wo es als einziges Mitglied eine unbenannte Gruppe mit der Systemnummer 2.BD.25 bildet.
In der vorwiegend im englischen Sprachraum gebräuchlichen Systematik der Minerale nach Dana hat Carlinit die System- und Mineralnummer 02.04.13.01. Das entspricht ebenfalls der Klasse der „Sulfide und Sulfosalze“ und dort der Abteilung „Sulfidminerale“. Hier findet er sich innerhalb der Unterabteilung „Sulfide – einschließlich Seleniden und Telluriden – mit der Zusammensetzung AmBnXp, mit (m+n) : p = 2 : 1“ als einziges Mitglied in einer unbenannten Gruppe mit der Systemnummer 02.04.13.

## Chemismus
In der idealen, stoffreinen Zusammensetzung von Carlinit (Tl2S) besteht das Mineral aus Thallium (Tl) und Schwefel (S) im Stoffmengenverhältnis von 2 : 1. Dies entspricht einem Massenanteil (Gewichtsprozent) von 92,73 Gew.-% Tl und 7,27 Gew.-% S.
Die Analyse des Typmaterials der natürlichen Mineralbildung ergab mit einem Massenanteil von 92,93 Gew.-% Tl und 7,17 Gew.-% S nur eine geringe Abweichung von der Idealzusammensetzung.

## Kristallstruktur
Carlinit kristallisiert nach Radke und Dickson in der trigonalen Raumgruppe R3 (Raumgruppen-Nr. 146) mit den Gitterparametern a = 12,12 Å und c = 18,175 Å sowie 27 Formeleinheiten pro Elementarzelle.
Die Kristallstruktur von synthetischem Tl2S wurde von Gerald Giester, Christian L. Lengauer, Ekkehart Tillmanns und Josef Zemann 2002 neu bestimmt, wobei nur die Gitterparameter mit a = 12,150(2) Å und c = 18,190(4) Å leicht von den durch Radke und Dickson ermittelten Werten abwichen.
| Kristallstruktur von Carlinit nach Giester et al. |
| --- |
| - mit Blickrichtung parallel zur a-Achse - mit Blickrichtung parallel zur b-Achse - mit Blickrichtung parallel zur c-Achse - räumliche Darstellung in der kristallographischen Standardausrichtung |
| Farblegende: 0 _ Tl 0 _ S |

## Eigenschaften
An der Luft oxidiert Carlinit sehr schnell, wobei eine mikroskopische Untersuchung an polierten Oberflächen ergab, dass diese innerhalb von 30 Minuten oxidierten. Die Oberflächen werden dabei dunkler und verlieren ihren Glanz.
Carlinit hat von allen natürlich vorkommenden Schwermetallsulfiden die höchste bekannte Löslichkeit in Wasser. Die dabei entstehende Lösung ist basisch mit einem pH-Wert von  10,7.

## Bildung und Fundorte
An seiner Typlokalität in der Carlin-Goldmine fand sich Carlinit eingesprengt in Scherzonen schwarzer brekziöser Fragmente von kohlenstoffhaltigen Kalksteinen. Neben gediegen Gold traten weitere gediegen vorkommende Elemente wie Arsen, Antimon und Quecksilber sowie Avicennit, Quarz und organische Kohlenstoffbindung als Begleitminerale auf.
Weltweit sind bisher nur zwei Fundorte für Carlinit dokumentiert (Stand 2025). Außer an seiner Typlokalität in Carlin-Goldmine konnte das Mineral bisher nur noch in der ebenfalls im Bergbaurevier Lynn (Eureka County, Nevada) liegenden Erz-Lagerstätte Deep-Post gefunden werden.